# Hlohová
Hlohová (německy Lohowa) je obec v okrese Domažlice v Plzeňském kraji. Žije v ní 294 obyvatel.

## Historie
První písemná zmínka o obci pochází z roku 1357. V té době již zde stál kostel a v hospodářském dvoře tvrz. Rod rytířů z Hlohové vymřel nejspíše počátkem 15. století. Střídali se další majitelé a roku 1468 koupil Hlohovou Břeněk z Ronšperka. Tomu patřil i hrad Pušperk a odtud podnikal loupeživé výpravy do Bavorska. Nový majitel Jan z Roupova zde již nesídlil. V roce 1543 získal Hlohovou rod Videršpergárů. Ti zde sídlil až do roku 1629, kdy se novým majitelem stal Maxmilián Trautmansdorf a Hlohová se stala součástí panství Horšovský Týn. Tvrz přestala být udržována a postupně byla bourána. Z areálu dvora je dochována sýpka, a patrné jsou i příkopy bývalé tvrze.

## Obyvatelstvo
| Rok            | 1869 | 1880 | 1890 | 1900 | 1910 | 1921 | 1930 | 1950 | 1961 | 1970 | 1980 | 1991 | 2001 | 2011 | 2021 |
| -------------- | ---- | ---- | ---- | ---- | ---- | ---- | ---- | ---- | ---- | ---- | ---- | ---- | ---- | ---- | ---- |
| Počet obyvatel | 507  | 504  | 522  | 573  | 601  | 648  | 584  | 455  | 421  | 377  | 321  | 256  | 244  | 233  | 273  |
| Počet domů     | 83   | 84   | 87   | 90   | 96   | 98   | 112  | 127  | 121  | 116  | 101  | 111  | 110  | 110  | 124  |

## Obecní správa
Mezi lety 1850–1984 byla Hlohová obcí v okrese Horšovský Týn (v letech 1850–1910 Horšův Týn) (1850–1930), posléze v okrese Stod (1950) a později v okrese Domažlice. Od 1. ledna 1985 do 30. června 1990 patřila jako část města k Staňkovu a od 1. července 1990 je opět samostatnou obcí.

### Obecní symboly
Znak a vlajka byly obci uděleny rozhodnutím předsedy Poslanecké sněmovny Parlamentu České republiky dne 29. května 2007.

## Pamětihodnosti
- Kostel svatého Jiljí, původně gotický, nově vystavěn v letech 1764-1766,[9] v presbytáři náhrobník Jana Videršpergára.
- Vodní mlýn Paseka s kapličkou v oplocení, přibližně 1500 metrů od vesnice

## Galerie

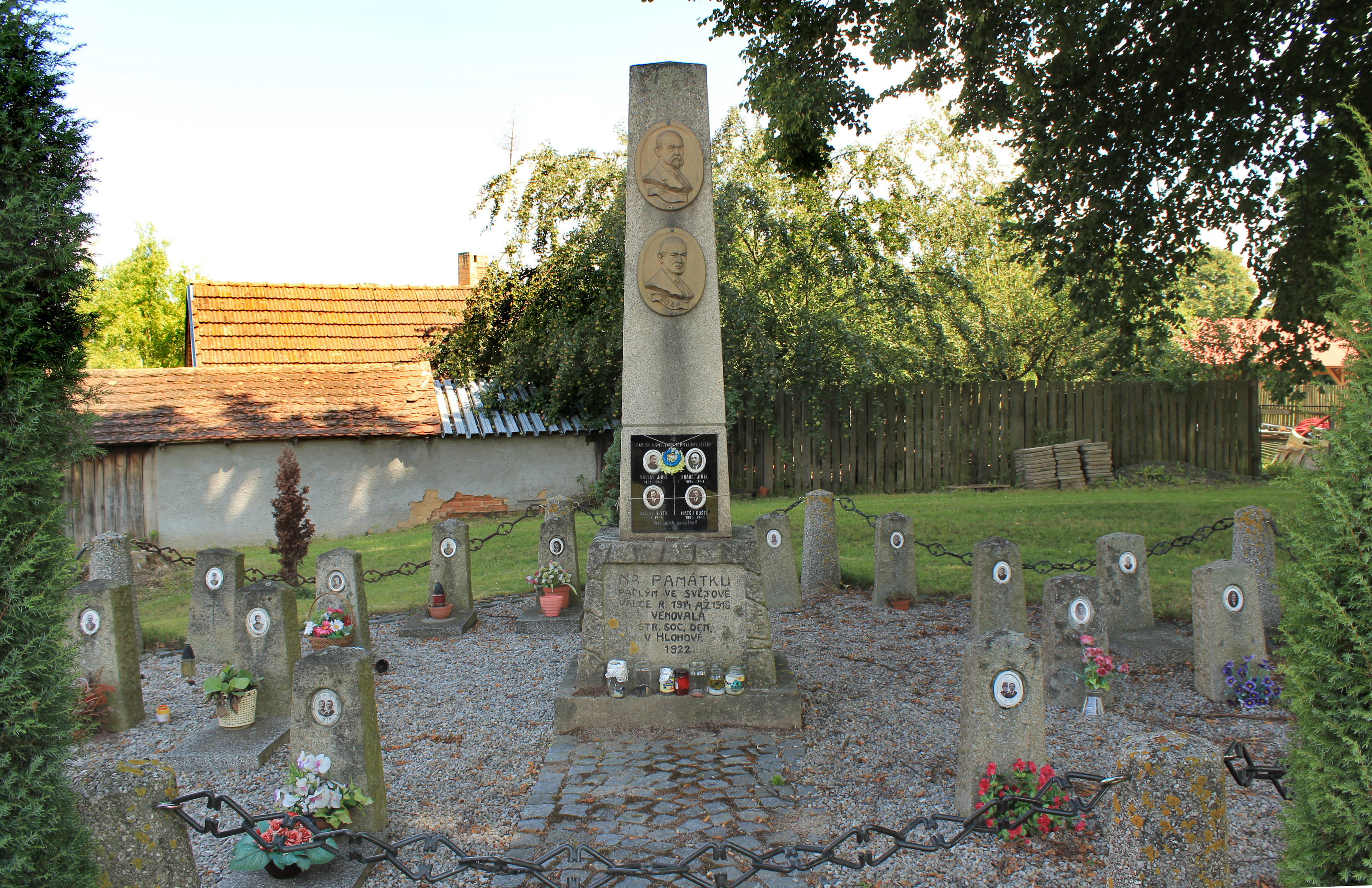
Originální památník obětem první světové války
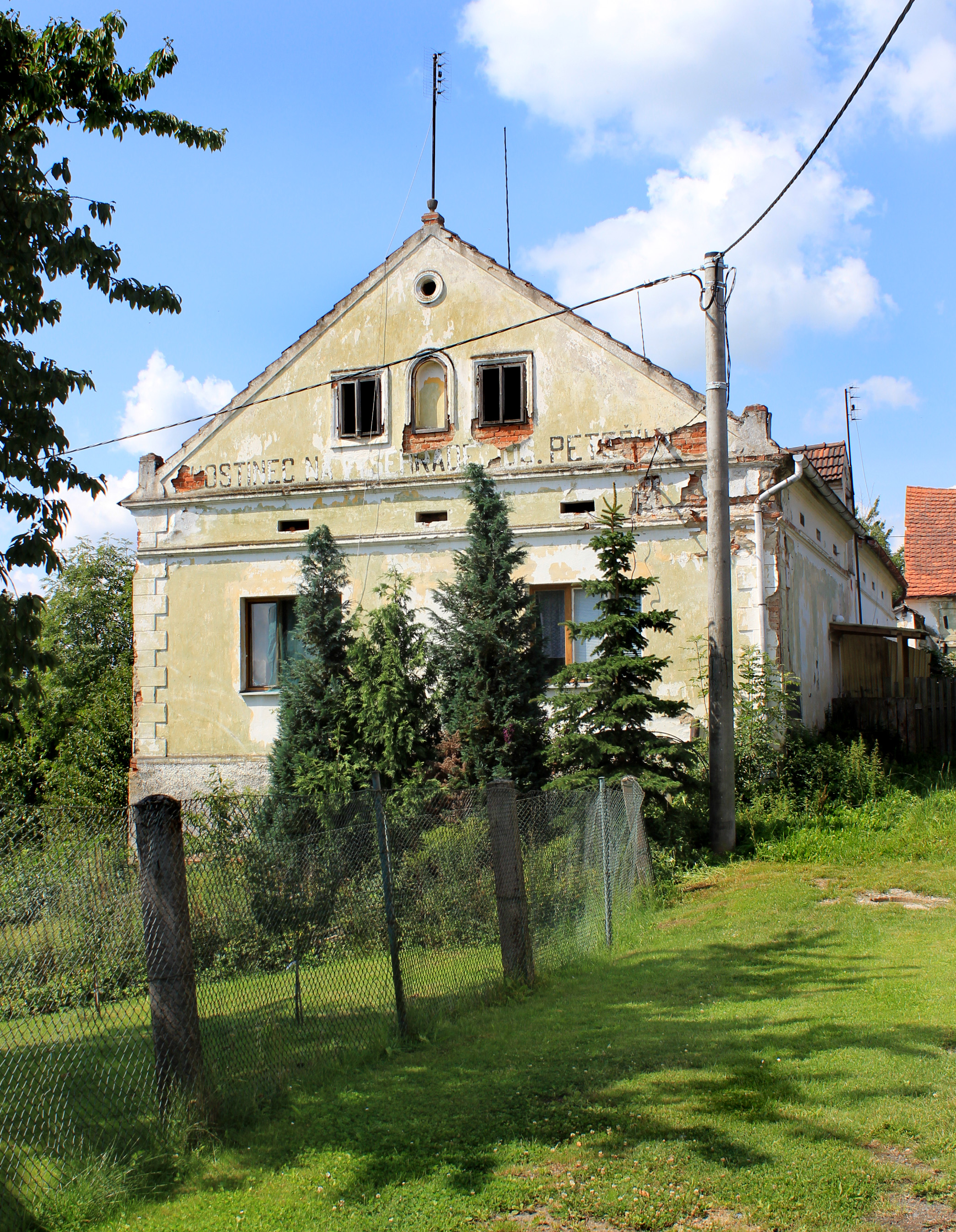
Bývalá restaurace
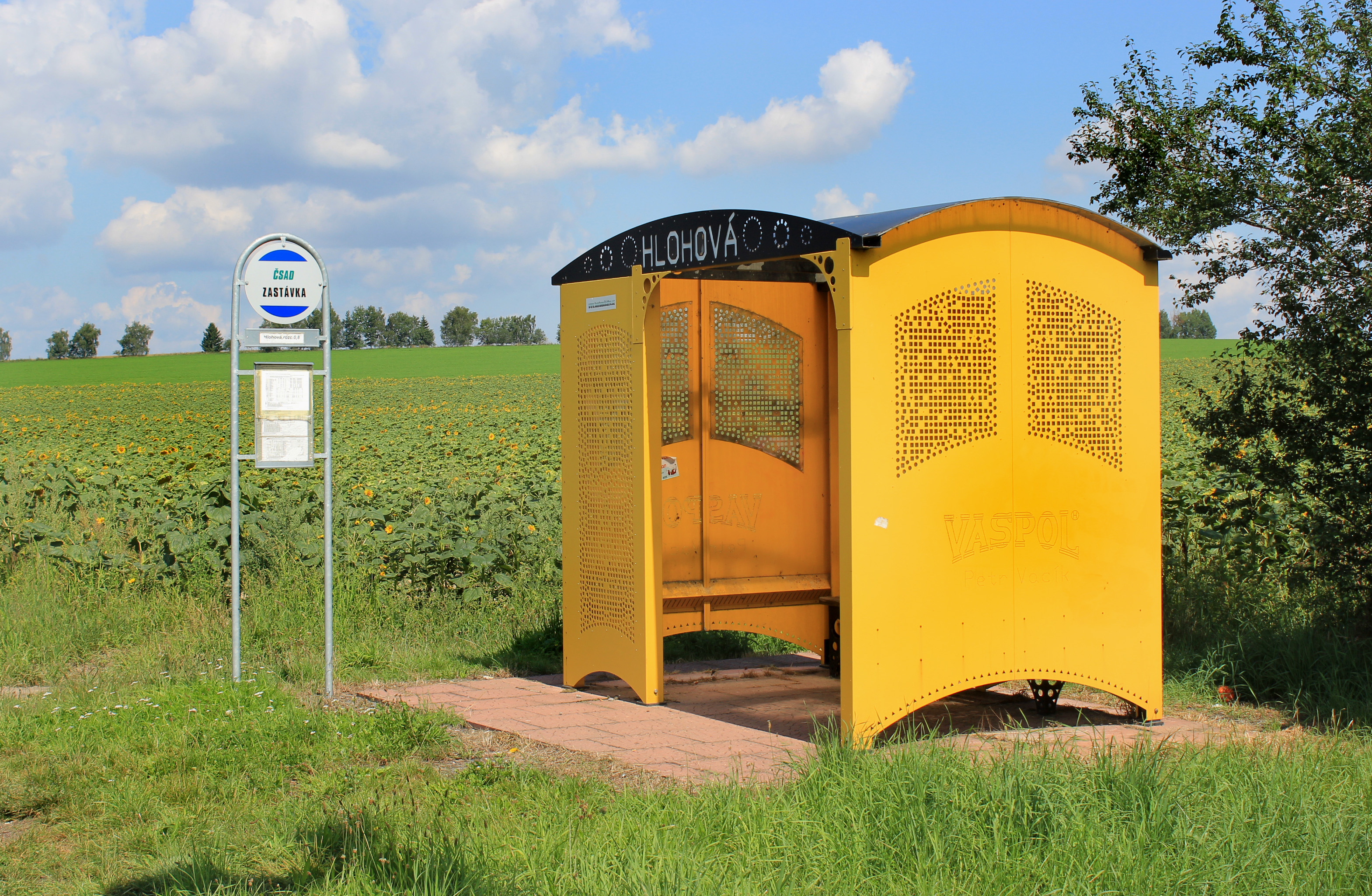
Zastávka na rozcestí u hlavní silnice